# Козаки (Люблінське воєводство)
Козаки (пол. Kozaki) — село в Польщі, у гміні Лукова Білгорайського повіту Люблінського воєводства.

## Історія
У 1975-1998 роках село належало до Замойського воєводства.